# Franc de l'Afrique-Occidentale française
Pour les articles homonymes, voir franc.

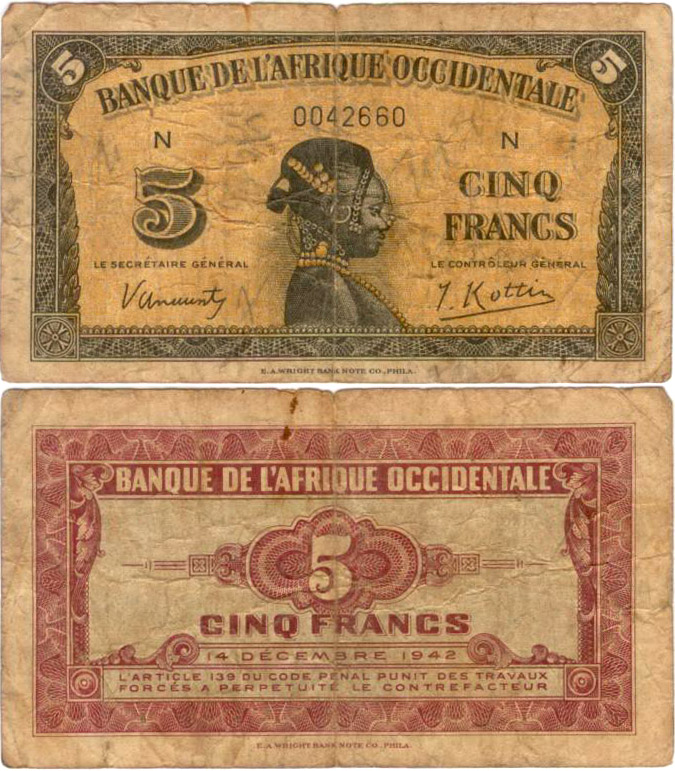
Billet de 5 francs (1943, franc ouest-africain)

Le franc est l'ancienne monnaie officielle de l'Afrique occidentale française. Le franc français y a circulé conjointement aux émissions de billets de banque spécifiques à partir de 1903 et des pièces de monnaie, à partir de 1944. Il a été remplacé par le franc CFA en 1945. 

## Émissions monétaires
Antérieurement aux premières émissions spécifiques, avant 1903, signalons le rôle de la Banque internationale pour l'Afrique occidentale, établissement privé né en 1853 sous le nom de Banque de prêt et d'escompte, établie à Saint-Louis du Sénégal.

### Pièces de monnaie
En 1944, des pièces de forme circulaire en aluminium-bronze de 50 centimes et de 1 franc sont émises. Ce sont les seules pièces frappées avant l'introduction du franc CFA.,

### Billets de banque
La Banque de l'Afrique Occidentale a commencé à émettre des billets en 1903. Des billets de 100 francs ont été introduits cette année-là, suivis de ceux de 5 francs en 1904, 500 francs en 1912, 25 francs en 1917, 1000 francs en 1919 et 50 francs en 1920. 
Des billets de 10 francs ont été introduits en 1943. En 1944, le gouvernement a émis des billets pour 50 centimes et 1 et 2 francs. Les billets de la Banque de l'Afrique Occidentale ont continué de circuler après l'introduction du franc CFA ,,

## Source de traduction
- (en) Cet article est partiellement ou en totalité issu de l’article de Wikipédia en anglais intitulé « French West African franc » (voir la liste des auteurs).